# تجارة زعانف أسماك القرش في كوستاريكا

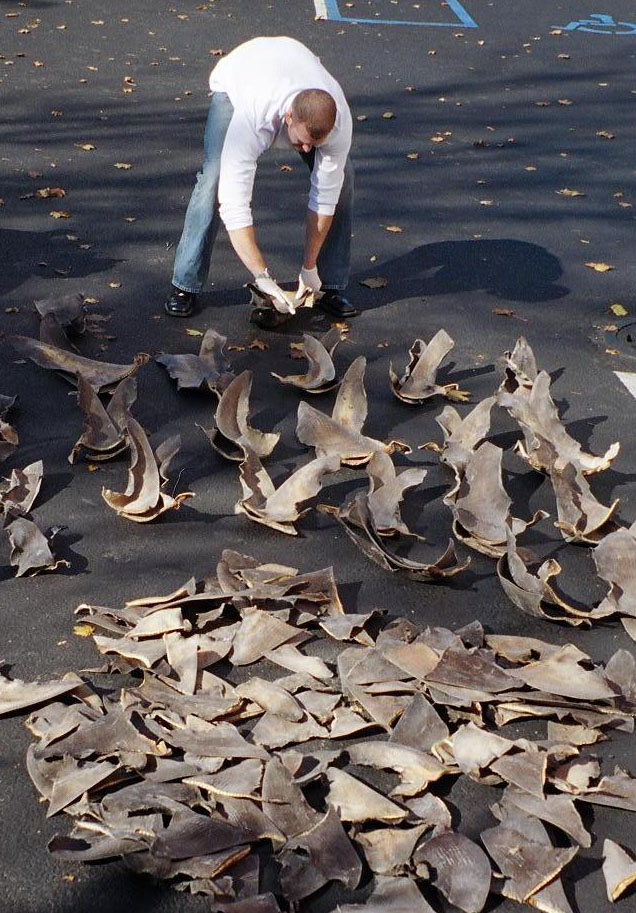
زعانف سمك القرش التي تمت مصادرتها

تعتبر تجارة زعانف أسماك القرش في كوستاريكا أو إزالة زعانف أسماك القرش من الممارسات غير الشرعية بالبلاد، لأنها تنطوي على مشكلات خطيرة بالنسبة لتجمعات أسماك القرش والجريمة المنظمة داخل كوستاريكا. ففي كوستاريكا، تحكم المافيا التايوانية سيطرتها على التجارة بسبب ارتفاع أسعار زعانف أسماك القرش في مطاعم البلدان المطلة على المحيط الهادي مثل تايوان، وهونغ كونغ والصين حيث يمكن أن يصل ثمن حساء زعانف سمك القرش ما يزيد عن 100 دولار أمريكي في أفخر المطاعم. ويوجد 95% من نشاط تجارة زعانف أسماك القرش في كوستاريكا على أرصفة بونتاريناس الواقعة على الساحل الغربي وبشكل ملحوظ في إنفيرسيونز كروز دوك وهاريزان دوك والتي يديرها في الغالب القطاع الخاص التايواني. بدأت هذه الصناعة في كوستاريكا في سبعينيات القرن العشرين نتيجة زيادة الطلب في البلاد الغنية الناشئة التي يطلق عليها دول النمور الآسيوية الواقعة على دول آسيا والمحيط الهادي على زعانف أسماك القرش كطبق شهي. وبحلول التسعينيات، أصبحت صناعة زعانف أسماك القرش في كوستاريكا من أهم المناطق بالعالم في هذه الصناعة وبشكل خاص كموضع أساسي لتفريغ البضائع للأساطيل البحرية الدولية الكبيرة بسبب قوانين الضرائب والفساد الحكومي فيما يتعلق بفرض إجراءات صارمة على هذه التجارة.
وبالرغم من ذلك، فهناك وعي بيئي حول نتائج استغلال تجارة الزعانف والتي يمكن أن تؤدي إلى انقراض أسماك القرش. وبدعم من حملات وايلد آيد في منطقة شرق آسيا، تطوع رجال السياسة البارزون وأقاربهم ونجوم السينما ومنشآت صناعية وأفراد ملتزمون في حملة “لا لزعانف أسماك القرش”، وفي يناير من عام 2011 ذُكر أن الطباخ البريطاني غوردون رامزي وطاقم برنامجه التلفزيوني تعرضوا لتهديد السلاح وأغرقوهم بالبنزين خلال تصويرهم فيلمًا وثائقيًا حول التجارة غير المشروعة في كوستاريكا.

## الممارسة
يرى رمزي أن تجارة زعانف أسماك القرش في كوستاريكا «صناعة تقدر بمليارات الدولارات وغير منظمة كليةً، كما تتبعنا بعض المجرمين القائمين على هذه الصناعة في كوستاريكا. وتعمل هذه العصابات في أماكن تشبه الحصون ومحاطة بأسلاك شائكة وأبراج لإطلاق النار.» ونتيجة الدخل الزهيد للصيادين المحليين والضغوط التي تمارس عليهم، فإنهم يدفعون إلى جمع زعانف أسماك القرش على الرغم من أنهم يحصلون في المتوسط على قرش واحد مقابل الرطل بما يقل عن ثلث إجمالي البيع بالتجزئة، ويحصل السياسيون الفاسدون على رسوم في مقابل تجاهل اللوائح الحكومية. وتتضمن هذه الممارسة اصطياد أسماك القرش وجرها أفقيًا بالعديد من الخطافات المزودة بالطُعم وتُعرف هذه الطريقة باسم الصيد بالخيوط الطويلة. وحسب ما يراه عالم الأحياء جورج باليسترو حول مشروع استعادة السلاحف البحرية لبحر كوستاريكا (منظمة بريتوما) “أصبحت كوستاريكا تربطها علاقات معقدة بهذه التجارة لسببين: لديها أكبر أسطول صيد يستخدم الخيوط الطويلة في نصف الكرة الشرقي كما أنها تسمح للسفن الدولية المخصصة لاستغلال وتجارة زعانف أسماك القرش بالرسو في موانئها.”
تسيطر المافيا التايوانية على صناعة زعانف أسماك القرش في كوستاريكا على الرغم من أن العصابات الإندونيسية لها كلمة في السوق. وتقوم المافيا التايوانية والإندونيسية بتشغيل أرصفة خاصة في منطقة بونتاريناس وبشكل ملحوظ في إنفيرسيونز كروز دوك وهاريزان دوك وغيرهما الكثير حيث يتم تجميع ما يقترب من 95% من جميع ما تم اصطياده ونقله بالشاحنات إلى مدينة سان خوسيه ويتم نقل معظمها جوًا إلى هونغ كونغ. وصرح مستشار الجمارك بكوستاريكا عمر خيمينيز أن ثلاثة قوارب على الأقل محملة لآخرها بزعانف أسماك القرش تدخل موانئ محافطة بونتاريناس كل أسبوع. ويعتبر ميناء  كاوشيونغ في تايوان من أكبر موانئ العالم في استيراد زعانف أسماك القرش؛ حيث تُجلب إليه من جميع أنحاء العالم وتوضع على أسطح المنازل بالقرب من الميناء لتجف في الشمس.
وبالرغم من ذلك، يجب ملاحظة أن مختلف صناعات غضاريف السمك في البلاد تعتمد على استيراد هذه الغضاريف من دول أخرى. وتُذكر كوستاريكا على أنها بلد تمتلك مصنع معالجة رائدًا يشتري الغضاريف النيئة من أي مصدر بالعالم ويقوم بإجراء نصف معالجة أو معالجة أولية لها قبل تصديرها لدول أخرى خاصة الولايات المتحدة الأمريكية، ثم تقوم الولايات المتحدة الأمريكية بتسويقها بعد معالجة مسحوق غضاريف أسماك القرش وبيعها تحت أربع أو خمس علامات تجارية.

## وصلات خارجية
- كتابات أخرى
- Video footage of an illegal private dock in Costa Rica
- Interview with Rob Stewart on his film Sharkwater about the shark problem in Costa Rica

‌